# Christina Gerstberger
Christina Gerstberger (* 1976 in Nürnberg) ist eine deutsche Opernsängerin (Sopran, lyrische Koloratursoubrette).

## Leben
Christina Gerstberger legte 1995 das Abitur ab, zu ihren Leistungskursen gehörte Musik. 1995 errang sie einen 1. Preis beim Bayerischen Landeswettbewerb Jugend musiziert; 1996 erhielt sie einen 2. Preis bei dem Landeswettbewerb des DTKV in Nordrhein-Westfalen. Von 1996 bis 2000 studierte sie im Hauptfach Gesang an der Musikhochschule Detmold, u. a. bei Ingeborg Ruß. An der Musikhochschule Würzburg absolvierte sie ein Gaststudium im Fach Operndarstellung bei Christel Gernot-Heindl.
1998 erhielt sie einen 2. Preis beim Robert-Saar-Wettbewerb. Im selben Jahr belegte sie zweimal den 1. Preis: einmal bei dem Landeswettbewerb Nordrhein-Westfalen in Düsseldorf und bei dem Bundeswettbewerb Gesang in Berlin. Ebenfalls 1998 wurde Gerstberger Stipendiatin der Münchner Walter-Kaminsky-Stiftung und der Hans-und-Eugenia-Jütting-Stiftung aus Stendal. 2003 war sie Stipendiatin des Richard-Wagner-Verbandes.
Von 2000 bis 2005 war Gerstberger als Solistin im Ensemble des Anhaltischen Theaters in Dessau fest engagiert. Danach war sie zwei Jahre freischaffend tätig. Gastengagements führten sie u. a. an die Oper Frankfurt/Main, das Theater Dortmund und an das Theater Luzern. Seit 2007 ist sie festes Ensemblemitglied am Staatstheater am Gärtnerplatz in München. Dort trat sie bisher u. a. als Prinzessin in Der Mann im Mond, als Susanne in Die Hochzeit des Figaro, als Zerline in Fra Diavolo und in der Hosenrolle des Gretel in Hänsel und Gretel auf.
Christina Gerstberger arbeitet auch als Konzert-, Lied- und Oratoriensängerin. Mit dem Pianisten Jörg Demus gestaltete sie 1999 sowie ab 2002 eine Konzerttournee durch Frankreich.